# Marc Servili Gemin
Marc Servili Gemin (llatí: Marcus Servilius Geminus) va ser un magistrat romà dels segles I aC i I. Formava part de la gens Servília, i era de la família dels Gemin. Va exercir algunes magistratures menors, i segons Valeri Màxim va ser cònsol l'any 3 juntament amb Luci Eli Làmia, però el seu nom no es troba als Fasti.